# USS Chevalier (DD-451)
Pour les articles homonymes, voir USS Chevalier.
L'USS Chevalier (DD-451) est un destroyer de classe Fletcher en service dans la Marine des États-Unis pendant la Seconde Guerre mondiale. Il est nommé en l'honneur du lieutenant commander Godfrey Chevalier (en), un aviateur naval des années 1920.

## Construction
Sa mise en cale est réalisée le 30 avril 1941 au chantier naval Bath Iron Works à Bath, dans le Maine, il est lancé le 11 avril 1942 ; parrainée par Mme G. DeC. Chevalier. Le navire est mis en service le 20 juillet 1942 sous le commandement du lieutenant commander E. R. McLean, Jr..

## Historique
Servant d'abord dans l'Atlantique Nord à l'escorte de convois entre l'Amérique du Nord et l'Afrique du Nord, le Chevalier rejoint le Pacifique à la fin de l'année 1942. Il passe par le canal de Panama le jour de Noël, puis atteint les îles Salomon en février 1943, peu avant la fin de la campagne de Guadalcanal. Il opéra avec la Task Force 18 (TF 18) et participa à la bataille de l'île de Rennell.
En mars, les destroyers Nicholas, O'Bannon, Chevalier et Strong furent affectés au 21e escadre de destroyers. Au cours des mois suivants, lorsque la campagne de Nouvelle-Géorgie débuta, la division effectua des patrouilles et des bombardements côtiers. Durant cette période, le Chevalier fut surnommé le « Fighting French Cruiser ».
Dans la nuit du 7 au 8 mai, accompagné de ses sisters-ship O'Bannon, Strong et Taylor, le Chevalier escorta les croiseurs légers Honolulu, St. Louis et Nashville dans golfe de Vella, pendant que le Radford escortait trois mouilleurs de mines dans le détroit de Blackett et le golfe de Kula. La nuit suivante, trois destroyers japonais, les Kuroshio, Oyashio et Kagerō, furent endommagés par ces mines puis coulés par avions le lendemain. Entre le 11 et le 14 mai, le Chevalier participe au bombardement de Vila, puis couvre une opération de mouillage de mines dans le golfe de Kula.
Dans la nuit du 5 juillet, la 41e division de destroyers escorte les croiseurs Honolulu, St. Louis et Helena dans le golfe de Kula. L'un des escorteur, le destroyer Strong, est touché par une torpille japonaise et commence à couler. Le Chevalier éperonne délibérément son sister-ship afin d'éviter qu'il ne coule immédiatement et pouvoir secourir les 241 survivants pendant que le O'Bannon, en ligne derrière lui, répond au feu de l'artillerie côtière ennemie à une portée d'environ quatre milles. Il débarque les survivants à Tulagi le 6 juillet avant de rejoindre Espiritu Santo deux jours plus tard pour des réparations.

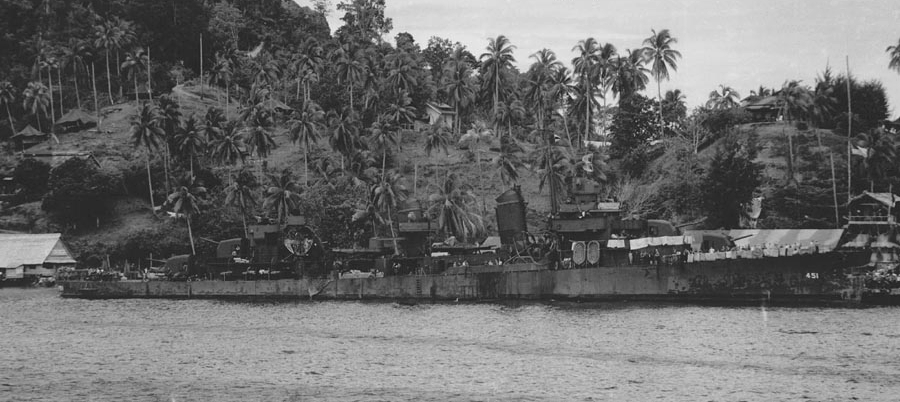
Le Chevalier à Tulagi, débarquant les survivants du le 6 juillet 1943.

Les réparations s'achèvent le 22 juillet 1943. Le destroyer opère ensuite dans la région des Salomon jusqu'au 14 août. Le 15 août, il couvre les débarquements à Vella Lavella, puis le 17, est envoyé avec trois autres destroyers afin d'intercepter quatre destroyers japonais et plusieurs barges ennemies tentant de renforcer Kolombangara. Après une brève escarmouche dans laquelle aucun des deux camps n'a pris l'ascendant, les destroyers japonais quittent la zone en abandonnant les péniches. Le destroyer retourne à Espiritu Santo le 29 août et, au cours du mois de septembre, effectue un voyage d'escorte à Sydney, en Australie.
Dans la nuit du 6 octobre, lors de la bataille de Vella Lavella, le Chevalier est le deuxième en ligne entre les Selfridge et O'Bannon, attaquant une force de destroyers japonaise supérieure en nombre. À environ 22 h 05, le Chevalier est touché à l'avant bâbord par une torpille ennemie, endommageant sa proue jusqu'au pont. Le O'Bannon qui le suit à l'arrière ne peut l'éviter, finissant par le percuter dans la salle des machines, ce qui provoque l'arrêt complet du destroyer. Alors qu'il s'apprêtait à abandonner son navire, le capitaine du Chevalier ordonna que les torpilles armés dans ses tubes soient tirées sur le destroyer japonais Yūgumo. Le navire japonais en feu explosa peu après. À 23 h 26, l'ordre d'abandon est donné et l'équipage du Chevalier est secouru par le O'Bannon. Le destroyer à l'abandon est sabordé le lendemain par une torpille de l'USS La Vallette. Sa proue rompue située environ un mile à l'ouest a été coulée avec des charges de profondeur. 54 membres d'équipage ont été tués et 36 blessés.

## Décorations
Le Chevalier a reçu trois battle stars pour son service pendant la Seconde Guerre mondiale.